# Éliminatoires de la Coupe du monde de football 2010 : zone Afrique
Les éliminatoires de la zone Afrique pour la Coupe du monde 2010 sont organisées dans le cadre de la Confédération africaine de football (CAF) et concernent 53 sélections nationales pour 5 places qualificatives plus l'Afrique du Sud (organisateur).
Ces éliminatoires servent également de qualification pour 14 équipes nationales (plus l'Angola) pour la Coupe d'Afrique des nations 2010. L'Afrique du Sud y participe donc.

Europe - Afrique - Amérique du Nord, Centrale et Caraïbes
Amérique du Sud - Asie - Océanie

## Format
Lors du premier tour, les 10 équipes les moins bien classées de la zone Afrique au classement FIFA de juillet 2007 devaient se rencontrer en matches aller-retour à élimination directe. À la suite des forfaits de Sao Tomé-et-Principe et de la République Centrafricaine (qui devaient se rencontrer) les 2 équipes les mieux classées au classement FIFA parmi les 10, Seychelles et Swaziland, sont qualifiées directement pour le second tour. Le tirage au sort resta inchangé, les adversaires prévus des Seychelles et du Swaziland, respectivement Djibouti et la Somalie, se trouvant alors opposés. Les six équipes restantes se rencontrent en matchs aller-retour à élimination directe (sauf une confrontation en aller simple, la Somalie ne pouvant accueillir de match). Les 3 vainqueurs sont qualifiés pour le second tour.
Au second tour, les 48 nations restantes (45 qualifiées directement + 3 issues du premier tour) sont réparties en 12 groupes de 4 équipes et se rencontrent en matches aller-retour. Les premiers de chaque groupe ainsi que les 8 meilleurs deuxièmes sont qualifiés pour le troisième tour.
Lors du troisième tour, les 20 nations restantes sont réparties en 5 groupes de 4 équipes et se rencontrent en matches aller-retour. Les premiers de chaque groupe sont qualifiés pour la Coupe du monde 2010.
N.B. : Si l'Afrique du Sud atteint le troisième tour, elle doit jouer dans un groupe mais les points acquis ne comptent que pour les qualifications pour la Coupe d'Afrique des nations et non pour la Coupe du monde 2010 où elle est qualifiée d'office comme pays organisateur.

## Équipes engagées
53 nations participent aux éliminatoires de la zone africaine pour la Coupe du monde 2010 et pour la Coupe d'Afrique des Nations 2010. L'Afrique su Sud, qualifié d'office en tant que pays organisateur participe au tournoi, qui sert également de qualification pour la Coupe d'Afrique des Nations 2010.
| Afrique du Sud |

Qualifié d'office, en tant que pays organisateur.
| Algérie       | Djibouti           | Libye      | Sao Tomé-et-Principe |
| Angola        | Égypte             | Madagascar | Sénégal              |
| Bénin         | Érythrée           | Malawi     | Seychelles           |
| Botswana      | Éthiopie           | Mali       | Sierra Leone         |
| Burkina Faso  | Gabon              | Mauritanie | Somalie              |
| Burundi       | Gambie             | Maurice    | Soudan               |
| Cameroun      | Ghana              | Maroc      | Eswatini             |
| Cap-Vert      | Guinée             | Mozambique | Tanzanie             |
| Centrafrique  | Guinée-Bissau      | Namibie    | Tchad                |
| Comores       | Guinée équatoriale | Niger      | Togo                 |
| Congo         | Kenya              | Nigeria    | Tunisie              |
| RD Congo      | Lesotho            | Ouganda    | Zambie               |
| Côte d'Ivoire | Liberia            | Rwanda     | Zimbabwe             |

En gras, les équipes qualifiées pour la Coupe du monde 2010.

## Premier tour
La République centrafricaine et  Sao Tomé-et-Principe étant forfaits début septembre, les meilleures équipes selon le classement FIFA participant au premier tour, les Seychelles et le Swaziland sont directement qualifiées pour le deuxième tour. La Somalie et Djibouti se sont donc rencontrées.
Les six dernières équipes encore en lice pour ce tour se sont rencontrées les 14 octobre, 16 octobre et 17 octobre 2007. Le match en Somalie n'a pu être organisé.
| Match | Équipe 1     | Résultat | Équipe 2      | Aller | Retour |
| ----- | ------------ | -------- | ------------- | ----- | ------ |
| 1     | Sierra Leone | 1-0      | Guinée-Bissau | 1-0   | 0-0    |
| 2     | Somalie      | 0-1      | Djibouti      | ---   | 0-1    |
| 3     | Madagascar   | 10-2     | Comores       | 6-2   | 4-0    |

- les Seychelles, le Swaziland, Madagascar, Djibouti et le Sierra Leone sont qualifiées pour le deuxième tour.

## Deuxième tour
Il s'agit de déterminer, parmi les 48 équipes encore en lice, les vingt meilleures qui poursuivront les qualifications au troisième tour.
Le tirage au sort a eu lieu le 25 novembre 2007 à Durban en Afrique du Sud, à partir du classement FIFA de juillet 2007.
Les six journées se déroulent sur six dates réparties sur l'année 2008. L'Éthiopie et l'Érythrée n'ont pas participé à ce second tour comme il était initialement prévu, les premiers ont été suspendus et les seconds ont déclaré forfait.
Les douze vainqueurs de groupe et les huit meilleurs deuxièmes progressent au tour suivant.
En jaune foncé est représentée la place directement qualificative pour le troisième tour. En jaune clair est représentée la place potentielle de meilleur deuxième qui donne également accès au troisième tour.

### Groupe 1
Le Cameroun domine sans problème ce groupe 1. À cause de leur défaite finale en Tanzanie, les Capverdiens ne parviennent pas à terminer parmi les huit meilleurs deuxièmes et sont éliminés.
| Rang | Équipe   | Pts | J | G | N | P | Bp | Bc | Diff |  | Résultats (▼ dom., ► ext.) |     |     |     |     |
| ---- | -------- | --- | - | - | - | - | -- | -- | ---- |  | -------------------------- | --- | --- | --- | --- |
| 1    | Cameroun | 16  | 6 | 5 | 1 | 0 | 14 | 2  | +12  |  | Cameroun                   |     | 2-0 | 2-1 | 5-0 |
| 2    | Cap-Vert | 9   | 6 | 3 | 0 | 3 | 7  | 8  | -1   |  | Cap-Vert                   | 1-2 |     | 1-0 | 3-1 |
| 3    | Tanzanie | 8   | 6 | 2 | 2 | 2 | 9  | 6  | +3   |  | Tanzanie                   | 0-0 | 3-1 |     | 1-1 |
| 4    | Maurice  | 1   | 6 | 0 | 1 | 5 | 3  | 17 | -14  |  | Maurice                    | 0-3 | 0-1 | 1-4 |     |

### Groupe 2
Après un départ difficile, la Guinée réagit et arrache la qualification lors du dernier match face au Kenya (3-2), qui perd sa première place mais se qualifie également. Le Zimbabwe n'a pas de regrets: même une victoire finale en Namibie assortie d'une défaite de la Guinée ne lui aurait pas suffi, car il aurait alors fait partie des quatre moins bons deuxièmes.
| Rang | Équipe   | Pts | J | G | N | P | Bp | Bc | Diff |  | Résultats (▼ dom., ► ext.) |     |     |     |     |
| ---- | -------- | --- | - | - | - | - | -- | -- | ---- |  | -------------------------- | --- | --- | --- | --- |
| 1    | Guinée   | 11  | 6 | 3 | 2 | 1 | 9  | 5  | +4   |  | Guinée                     |     | 3-2 | 0-0 | 4-0 |
| 2    | Kenya    | 10  | 6 | 3 | 1 | 2 | 8  | 5  | +3   |  | Kenya                      | 2-0 |     | 2-0 | 1-0 |
| 3    | Zimbabwe | 6   | 6 | 1 | 3 | 2 | 4  | 6  | -2   |  | Zimbabwe                   | 0-0 | 0-0 |     | 2-0 |
| 4    | Namibie  | 6   | 6 | 2 | 0 | 4 | 7  | 12 | -5   |  | Namibie                    | 1-2 | 2-1 | 4-2 |     |

### Groupe 3
Après une défaite initiale en Angola, le Bénin et son buteur Omotoyossi remportent 4 matches consécutifs et sont qualifiés avant la dernière journée. L'Ouganda peut alors finir dans les meilleurs deuxièmes s'il bat le Bénin. C'est chose faite grâce à un doublé de Massa, mais dans le même temps, l'Angola bat le Niger et double l'Ouganda à la différence de buts. L'Angola termine donc deuxième, mais est également éliminé.
| Rang | Équipe  | Pts | J | G | N | P | Bp | Bc | Diff |  | Résultats (▼ dom., ► ext.) |     |     |     |     |
| ---- | ------- | --- | - | - | - | - | -- | -- | ---- |  | -------------------------- | --- | --- | --- | --- |
| 1    | Bénin   | 12  | 6 | 4 | 0 | 2 | 12 | 8  | +4   |  | Bénin                      |     | 3-2 | 4-1 | 2-0 |
| 2    | Angola  | 10  | 6 | 3 | 1 | 2 | 11 | 8  | +3   |  | Angola                     | 3-0 |     | 0-0 | 3-1 |
| 3    | Ouganda | 10  | 6 | 3 | 1 | 2 | 8  | 9  | -1   |  | Ouganda                    | 2-1 | 3-1 |     | 1-0 |
| 4    | Niger   | 3   | 6 | 1 | 0 | 5 | 5  | 11 | -6   |  | Niger                      | 0-2 | 1-2 | 3-1 |     |

### Groupe 4
Carton plein du Nigeria qui remporte tous ses matches. La Sierra Leone devait s'imposer au Nigeria lors de la dernière journée pour espérer un repêchage, mais les Super Eagles restent intraitables. L'Afrique du Sud, déjà qualifiée pour la Coupe du monde en tant qu'organisateur, termine dans les moins bons deuxièmes et ne peut plus se qualifier pour la CAN.
| Rang | Équipe             | Pts | J | G | N | P | Bp | Bc | Diff |  | Résultats (▼ dom., ► ext.) |     |     |     |     |
| ---- | ------------------ | --- | - | - | - | - | -- | -- | ---- |  | -------------------------- | --- | --- | --- | --- |
| 1    | Nigeria            | 18  | 6 | 6 | 0 | 0 | 11 | 1  | +10  |  | Nigeria                    |     | 2-0 | 4-1 | 2-0 |
| 2    | Afrique du Sud     | 7   | 6 | 2 | 1 | 3 | 5  | 5  | 0    |  | Afrique du Sud             | 0-1 |     | 0-0 | 4-1 |
| 3    | Sierra Leone       | 7   | 6 | 2 | 1 | 3 | 4  | 8  | -4   |  | Sierra Leone               | 0-1 | 1-0 |     | 2-1 |
| 4    | Guinée équatoriale | 3   | 6 | 1 | 0 | 5 | 4  | 10 | -6   |  | Guinée équatoriale         | 0-1 | 0-1 | 2-0 |     |

### Groupe 5
Final à suspense dans ce groupe très serré, où la Libye possède 3 points d'avance sur le Ghana et le Gabon avant la dernière journée. Les Ghanéens se qualifient en remportant comme prévu leur match face au faible Lesotho. À Libreville, la Libye tient sa qualification jusqu'à la 82e minute et c'est le but de Bruno Mbanangoye qui qualifie finalement le Gabon.
| Rang | Équipe  | Pts | J | G | N | P | Bp | Bc | Diff |  | Résultats (▼ dom., ► ext.) |     |     |     |     |
| ---- | ------- | --- | - | - | - | - | -- | -- | ---- |  | -------------------------- | --- | --- | --- | --- |
| 1    | Ghana   | 12  | 6 | 4 | 0 | 2 | 11 | 5  | +6   |  | Ghana                      |     | 2-0 | 3-0 | 3-0 |
| 2    | Gabon   | 12  | 6 | 4 | 0 | 2 | 8  | 3  | +5   |  | Gabon                      | 2-0 |     | 1-0 | 2-0 |
| 3    | Libye   | 12  | 6 | 4 | 0 | 2 | 7  | 4  | +3   |  | Libye                      | 1-0 | 1-0 |     | 4-0 |
| 4    | Lesotho | 0   | 6 | 0 | 0 | 6 | 2  | 16 | -14  |  | Lesotho                    | 2-3 | 0-3 | 0-1 |     |

### Groupe 6
L'Algérie, la Gambie et le Sénégal luttent de bout en bout pour la première place, dans un groupe ou les points pris à l'extérieur sont rares. Lors de l'ultime journée, l'Algérie possède 1 point d'avance sur le Sénégal et la Gambie qui se rencontrent à Dakar. Kader Mangane croit donner la qualification aux Lions de la Teranga en ouvrant le score à la 65e minute, mais la Gambie pousse et égalise à 5 minutes de la fin. Les deux équipes sont néanmoins éliminées et c'est l'émeute au Sénégal, tandis que l'Algérie obtient un nul suffisant au Libéria.
| Rang | Équipe  | Pts | J | G | N | P | Bp | Bc | Diff |  | Résultats (▼ dom., ► ext.) |     |     |     |     |
| ---- | ------- | --- | - | - | - | - | -- | -- | ---- |  | -------------------------- | --- | --- | --- | --- |
| 1    | Algérie | 10  | 6 | 3 | 1 | 2 | 7  | 4  | +3   |  | Algérie                    |     | 1-0 | 3-2 | 3-0 |
| 2    | Gambie  | 9   | 6 | 2 | 3 | 1 | 6  | 3  | +3   |  | Gambie                     | 1-0 |     | 0-0 | 3-0 |
| 3    | Sénégal | 9   | 6 | 2 | 3 | 1 | 9  | 7  | +2   |  | Sénégal                    | 1-0 | 1-1 |     | 3-1 |
| 4    | Liberia | 3   | 6 | 0 | 3 | 3 | 4  | 12 | -8   |  | Liberia                    | 0-0 | 1-1 | 2-2 |     |

### Groupe 7
Parcours solide de la Côte d'Ivoire qui termine invaincue. Le Mozambique se qualifie in extremis en battant le Botswana 1-0 lors de la dernière journée, grâce à une meilleure différence de buts que celle de la Gambie, deuxième du groupe 6.
| Rang | Équipe        | Pts | J | G | N | P | Bp | Bc | Diff |  | Résultats (▼ dom., ► ext.) |     |     |     |     |
| ---- | ------------- | --- | - | - | - | - | -- | -- | ---- |  | -------------------------- | --- | --- | --- | --- |
| 1    | Côte d'Ivoire | 12  | 6 | 3 | 3 | 0 | 10 | 2  | +8   |  | Côte d'Ivoire              |     | 1-0 | 3-0 | 4-0 |
| 2    | Mozambique    | 8   | 6 | 2 | 2 | 2 | 7  | 5  | +2   |  | Mozambique                 | 1-1 |     | 3-0 | 1-2 |
| 3    | Madagascar    | 6   | 6 | 1 | 3 | 2 | 2  | 7  | -5   |  | Madagascar                 | 0-0 | 1-1 |     | 1-0 |
| 4    | Botswana      | 5   | 6 | 1 | 2 | 3 | 3  | 8  | -5   |  | Botswana                   | 1-1 | 0-1 | 0-0 |     |

### Groupe 8
Le 29 juillet 2008 l'Éthiopie, qui faisait initialement partie de ce groupe, a été suspendue par la FIFA et ses résultats annulés. Le Maroc et le Rwanda remportent chacun 3 victoires sur 4 et se qualifient.
| Rang | Équipe     | Pts | J | G | N | P | Bp | Bc | Diff |  | Résultats (▼ dom., ► ext.) |     |     |     |
| ---- | ---------- | --- | - | - | - | - | -- | -- | ---- |  | -------------------------- | --- | --- | --- |
| 1    | Maroc      | 9   | 4 | 3 | 0 | 1 | 11 | 5  | +6   |  | Maroc                      |     | 2-0 | 4-1 |
| 2    | Rwanda     | 9   | 4 | 3 | 0 | 1 | 7  | 3  | +4   |  | Rwanda                     | 3-1 |     | 3-0 |
| 3    | Mauritanie | 0   | 4 | 0 | 0 | 4 | 2  | 12 | -10  |  | Mauritanie                 | 1-4 | 0-1 |     |

### Groupe 9
Peu de suspense dans ce groupe dominé par le Burkina Faso. La Tunisie, surprise initialement à domicile par les Étalons, enchaîne par 4 victoires et 1 nul et se classe parmi les meilleurs deuxièmes.
| Rang | Équipe       | Pts | J | G | N | P | Bp | Bc | Diff |  | Résultats (▼ dom., ► ext.) |     |     |     |     |
| ---- | ------------ | --- | - | - | - | - | -- | -- | ---- |  | -------------------------- | --- | --- | --- | --- |
| 1    | Burkina Faso | 16  | 6 | 5 | 1 | 0 | 14 | 5  | +9   |  | Burkina Faso               |     | 0-0 | 2-0 | 4-1 |
| 2    | Tunisie      | 13  | 6 | 4 | 1 | 1 | 11 | 3  | +8   |  | Tunisie                    | 1-2 |     | 2-1 | 5-0 |
| 3    | Burundi      | 6   | 6 | 2 | 0 | 4 | 5  | 9  | -4   |  | Burundi                    | 1-3 | 0-1 |     | 1-0 |
| 4    | Seychelles   | 0   | 6 | 0 | 0 | 6 | 4  | 17 | -13  |  | Seychelles                 | 2-3 | 0-2 | 1-2 |     |

### Groupe 10
L'équipe du Tchad a été disqualifiée de la compétition, faute de présence lors du match à l'extérieur au Soudan, mais continue la compétition. Avant la dernière journée, le Mali et le Congo n'ont besoin que d'un nul pour se qualifier. Les Aigles du Mali ne tremblent pas à domicile face au Tchad, mais les Congolais perdent à Khartoum et laissent la qualification aux Soudanais.
| Rang | Équipe | Pts | J | G | N | P | Bp | Bc | Diff |  | Résultats (▼ dom., ► ext.) |     |     |     |     |
| ---- | ------ | --- | - | - | - | - | -- | -- | ---- |  | -------------------------- | --- | --- | --- | --- |
| 1    | Mali   | 12  | 6 | 4 | 0 | 2 | 13 | 8  | +5   |  | Mali                       |     | 3-0 | 4-2 | 2-1 |
| 2    | Soudan | 9   | 6 | 3 | 0 | 3 | 9  | 9  | 0    |  | Soudan                     | 3-2 |     | 2-0 | 1-2 |
| 3    | Congo  | 9   | 6 | 3 | 0 | 3 | 7  | 8  | -1   |  | Congo                      | 1-0 | 1-0 |     | 2-0 |
| 4    | Tchad  | 6   | 6 | 2 | 0 | 4 | 7  | 11 | -4   |  | Tchad                      | 1-2 | 1-3 | 2-1 |     |

### Groupe 11
L'Érythrée a déclaré forfait trois mois avant le début des éliminatoires. Le Togo est favori mais perd ses deux déplacements et joue sa qualification lors du dernier match, qu'il remporte 6-0 face à une équipe du Swaziland qui aura joué les trouble-fête en restant invaincue à domicile. Les Éperviers se qualifient donc en compagnie de la Zambie qui termine première du groupe.
| Rang | Équipe   | Pts | J | G | N | P | Bp | Bc | Diff |  | Résultats (▼ dom., ► ext.) |     |     |     |
| ---- | -------- | --- | - | - | - | - | -- | -- | ---- |  | -------------------------- | --- | --- | --- |
| 1    | Zambie   | 7   | 4 | 2 | 1 | 1 | 2  | 1  | +1   |  | Zambie                     |     | 1-0 | 1-0 |
| 2    | Togo     | 6   | 4 | 2 | 0 | 2 | 8  | 3  | +5   |  | Togo                       | 1-0 |     | 6-0 |
| 3    | Eswatini | 4   | 4 | 1 | 1 | 2 | 2  | 8  | -6   |  | Eswatini                   | 0-0 | 2-1 |     |

### Groupe 12
L'Égypte se qualifie facilement en remportant tous ses matches à l'exception d'une défaite au Malawi. La deuxième place se joue lors du dernier match entre le Malawi et le Congo, tous deux obligés de gagner pour se classer parmi les meilleurs deuxièmes. LuaLua ouvre rapidement le score pour les Léopards, mais le Malawi renverse la vapeur en seconde période et se qualifie pour la suite de la compétition.
| Rang | Équipe   | Pts | J | G | N | P | Bp | Bc | Diff |  | Résultats (▼ dom., ► ext.) |     |     |     |     |
| ---- | -------- | --- | - | - | - | - | -- | -- | ---- |  | -------------------------- | --- | --- | --- | --- |
| 1    | Égypte   | 15  | 6 | 5 | 0 | 1 | 13 | 2  | +11  |  | Égypte                     |     | 2-0 | 2-1 | 4-0 |
| 2    | Malawi   | 12  | 6 | 4 | 0 | 2 | 14 | 5  | +9   |  | Malawi                     | 1-0 |     | 2-1 | 8-1 |
| 3    | RD Congo | 9   | 6 | 3 | 0 | 3 | 14 | 6  | +8   |  | RD Congo                   | 0-1 | 1-0 |     | 5-1 |
| 4    | Djibouti | 0   | 6 | 0 | 0 | 6 | 2  | 30 | -28  |  | Djibouti                   | 0-4 | 0-3 | 0-6 |     |

### Huit meilleurs deuxièmes
En plus des vainqueurs des différents groupes, les huit meilleurs deuxièmes du deuxième tour de qualifications sont qualifiés pour le troisième tour. Ils sont désignés en comptabilisant dans chaque groupe les résultats des deuxièmes contre les premiers et les troisièmes. Ceci en raison du retrait de l'Érythrée et de la suspension de l'Éthiopie et du fait que les groupes 8 et 11 ne comptent que trois nations.
Le classement des meilleurs deuxièmes est établi en prenant en compte successivement i. le nombre de points, ii. la différence de buts, iii. le nombre de buts inscrits, iv. le nombre de buts inscrits à l'extérieur, et v. un éventuel match d’appui sur terrain neutre.
| Rang | Équipe             | Pts | J | G | N | P | Bp | Bc | Diff |
| ---- | ------------------ | --- | - | - | - | - | -- | -- | ---- |
| 1    | Rwanda (8)         | 9   | 4 | 3 | 0 | 1 | 7  | 3  | +4   |
| 2    | Kenya (2)          | 7   | 4 | 2 | 1 | 1 | 6  | 3  | +3   |
| 3    | Tunisie (9)        | 7   | 4 | 2 | 1 | 1 | 4  | 3  | +1   |
| 4    | Togo (11)          | 6   | 4 | 2 | 0 | 2 | 8  | 3  | +5   |
| 5    | Gabon (5)          | 6   | 4 | 2 | 0 | 2 | 3  | 3  | 0    |
| 6    | Soudan (10)        | 6   | 4 | 2 | 0 | 2 | 5  | 6  | -1   |
| 7    | Malawi (12)        | 6   | 4 | 2 | 0 | 2 | 3  | 4  | -1   |
| 8    | Mozambique (7)     | 5   | 4 | 1 | 2 | 1 | 5  | 3  | +2   |
| 9    | Gambie (6)         | 5   | 4 | 1 | 2 | 1 | 2  | 2  | 0    |
| 10   | Angola (3)         | 4   | 4 | 1 | 1 | 2 | 6  | 6  | 0    |
| 11   | Cap-Vert (1)       | 3   | 4 | 1 | 0 | 3 | 3  | 7  | -4   |
| 12   | Afrique du Sud (4) | 1   | 4 | 0 | 1 | 3 | 0  | 4  | -4   |

(entre parenthèses, le numéro du groupe)

## Troisième tour
Les 20 équipes encore en lice, ont été réparties en cinq groupes de quatre lors du tirage au sort du 22 octobre 2008 à Zurich. Les vainqueurs des groupes rejoindront l'Afrique du Sud à la Coupe du monde 2010 et l'Angola à la coupe d'Afrique des nations 2010. Les équipes classées deuxième et troisième rejoindront l'Angola à la coupe d'Afrique des nations 2010.
| Légende pour les Pays qualifiés                                                    |
| ---------------------------------------------------------------------------------- |
| Pays qualifiés pour la Coupe du monde 2010 et la Coupe d'Afrique des Nations 2010. |
| Pays qualifiés pour la Coupe d'Afrique des Nations 2010.                           |

### Groupe A
| Rang | Équipe   | Pts | J | G | N | P | Bp | Bc | Diff |  | Résultats (▼ dom., ► ext.) |     |     |     |     |
| ---- | -------- | --- | - | - | - | - | -- | -- | ---- |  | -------------------------- | --- | --- | --- | --- |
| 1    | Cameroun | 13  | 6 | 4 | 1 | 1 | 9  | 2  | +7   |  | Cameroun                   |     | 2-1 | 3-0 | 0-0 |
| 2    | Gabon    | 9   | 6 | 3 | 0 | 3 | 9  | 7  | +2   |  | Gabon                      | 0-2 |     | 3-0 | 3-1 |
| 3    | Togo     | 8   | 6 | 2 | 2 | 2 | 3  | 7  | -4   |  | Togo                       | 1-0 | 1-0 |     | 1-1 |
| 4    | Maroc    | 3   | 6 | 0 | 3 | 3 | 3  | 8  | -5   |  | Maroc                      | 0-2 | 1-2 | 0-0 |     |

- Le Cameroun est qualifié pour la Coupe du monde 2010 et la Coupe d'Afrique des Nations 2010.
- Le Gabon et le Togo sont qualifiés pour la Coupe d'Afrique des Nations 2010.
- Le Maroc est éliminé des deux compétitions.

### Groupe B
| Rang | Équipe     | Pts | J | G | N | P | Bp | Bc | Diff |  | Résultats (▼ dom., ► ext.) |     |     |     |     |
| ---- | ---------- | --- | - | - | - | - | -- | -- | ---- |  | -------------------------- | --- | --- | --- | --- |
| 1    | Nigeria    | 12  | 6 | 3 | 3 | 0 | 9  | 4  | +5   |  | Nigeria                    |     | 2-2 | 1-0 | 3-0 |
| 2    | Tunisie    | 11  | 6 | 3 | 2 | 1 | 7  | 4  | +3   |  | Tunisie                    | 0-0 |     | 2-0 | 1-0 |
| 3    | Mozambique | 7   | 6 | 2 | 1 | 3 | 3  | 5  | -2   |  | Mozambique                 | 0-0 | 1-0 |     | 1-0 |
| 4    | Kenya      | 3   | 6 | 1 | 0 | 5 | 5  | 11 | -6   |  | Kenya                      | 2-3 | 1-2 | 2-1 |     |

- Le Nigeria est qualifié pour la Coupe du monde 2010 et la Coupe d'Afrique des Nations 2010.
- La Tunisie et le Mozambique sont qualifiés pour la Coupe d'Afrique des Nations 2010.
- Le Kenya est éliminé des deux compétitions.

### Groupe C
| Rang | Équipe  | Pts | J | G | N | P | Bp | Bc | Diff |  | Résultats (▼ dom., ► ext.) |     |     |     |     |
| ---- | ------- | --- | - | - | - | - | -- | -- | ---- |  | -------------------------- | --- | --- | --- | --- |
| 1    | Algérie | 13  | 6 | 4 | 1 | 1 | 9  | 4  | +5   |  | Algérie                    |     | 3-1 | 1-0 | 3-1 |
| 2    | Égypte  | 13  | 6 | 4 | 1 | 1 | 9  | 4  | +5   |  | Égypte                     | 2-0 |     | 1-1 | 3-0 |
| 3    | Zambie  | 5   | 6 | 1 | 2 | 3 | 2  | 5  | -3   |  | Zambie                     | 0-2 | 0-1 |     | 1-0 |
| 4    | Rwanda  | 2   | 6 | 0 | 2 | 4 | 1  | 8  | -7   |  | Rwanda                     | 0-0 | 0-1 | 0-0 |     |

L'Algérie et l'Égypte ont terminé cette campagne à égalité parfaite.
Ces deux équipes se sont donc départagées lors d'un match d'appui disputé au Soudan, à l'Al Merreikh Stadium d'Omdurman. Le latéral droit Antar Yahia, inscrit le but de la victoire pour l'Algérie à la 40e minute. 
|  | Match d'appui |   |
|  |               |   |
|  |               |   |
|  |               |   |
|  | Algérie       | 1 |
|  | Algérie       | 1 |
|  | Égypte        | 0 |
|  | Égypte        | 0 |

- L'Algérie est qualifiée pour la Coupe du monde 2010 et la Coupe d'Afrique des Nations 2010.
- L'Égypte et la Zambie sont qualifiées pour la Coupe d'Afrique des Nations 2010.
- Le Rwanda est éliminé des deux compétitions.

### Groupe D
| Rang | Équipe | Pts | J | G | N | P | Bp | Bc | Diff |  | Résultats (▼ dom., ► ext.) |     |     |     |     |
| ---- | ------ | --- | - | - | - | - | -- | -- | ---- |  | -------------------------- | --- | --- | --- | --- |
| 1    | Ghana  | 13  | 6 | 4 | 1 | 1 | 9  | 3  | +6   |  | Ghana                      |     | 2-2 | 1-0 | 2-0 |
| 2    | Bénin  | 10  | 6 | 3 | 1 | 2 | 6  | 6  | 0    |  | Mali                       | 0-2 |     | 3-1 | 1-0 |
| 3    | Mali   | 9   | 6 | 2 | 3 | 1 | 8  | 7  | +1   |  | Bénin                      | 1-0 | 1-1 |     | 1-0 |
| 4    | Soudan | 1   | 6 | 0 | 1 | 5 | 2  | 9  | -7   |  | Soudan                     | 0-2 | 1-1 | 1-2 |     |

- Le Ghana est qualifié pour la Coupe du monde 2010 et la Coupe d'Afrique des Nations 2010.
- Le Mali et le Bénin sont qualifiés pour la Coupe d'Afrique des Nations 2010.
- Le Soudan est éliminé des deux compétitions.

### Groupe E
Lors du match opposant la Côte d'Ivoire au Malawi le 29 mars 2009, une bousculade dans les tribunes fait 19 morts et 132 blessés parmi les spectateurs.
| Rang | Équipe        | Pts | J | G | N | P | Bp | Bc | Diff |  | Résultats (▼ dom., ► ext.) |     |     |     |     |
| ---- | ------------- | --- | - | - | - | - | -- | -- | ---- |  | -------------------------- | --- | --- | --- | --- |
| 1    | Côte d'Ivoire | 16  | 6 | 5 | 1 | 0 | 19 | 4  | +15  |  | Côte d'Ivoire              |     | 5-0 | 5-0 | 3-0 |
| 2    | Burkina Faso  | 12  | 6 | 4 | 0 | 2 | 10 | 11 | -1   |  | Burkina Faso               | 2-3 |     | 1-0 | 4-2 |
| 3    | Malawi        | 4   | 6 | 1 | 1 | 4 | 4  | 11 | -7   |  | Malawi                     | 1-1 | 0-1 |     | 2-1 |
| 4    | Guinée        | 3   | 6 | 1 | 0 | 5 | 7  | 14 | -7   |  | Guinée                     | 1-2 | 1-2 | 2-1 |     |

- La Côte d'Ivoire est qualifiée pour la Coupe du monde 2010 et la Coupe d'Afrique des Nations 2010.
- Le Burkina Faso et le Malawi sont qualifiés pour la Coupe d'Afrique des Nations 2010.
- La Guinée est éliminée des deux compétitions.

## Liste des sélections africaines qualifiées

### Liste des sélections africaines qualifiées pour le Mondial 2010
| Pays           | Date de qualification | Contre            | Score |
| -------------- | --------------------- | ----------------- | ----- |
| Afrique du Sud | 15 mai 2004           | qualifié d'office |       |
| Ghana          | 6 septembre 2009      | Soudan            | 2-0   |
| Côte d'Ivoire  | 10 octobre 2009       | Malawi            | 1-1   |
| Nigeria        | 14 novembre 2009      | Kenya             | 3-2   |
| Cameroun       | 14 novembre 2009      | Maroc             | 2-0   |
| Algérie        | 18 novembre 2009      | Égypte            | 1-0   |

### Liste des sélections africaines qualifiées pour la CAN 2010
| Pays          | Date de qualification | Contre            | Score |
| ------------- | --------------------- | ----------------- | ----- |
| Angola        | 4 septembre 2006      | Qualifié d'office |       |
| Ghana         | 20 juin 2009          | Soudan            | 2-0   |
| Côte d'Ivoire | 5 septembre 2009      | Burkina Faso      | 5-0   |
| Tunisie       | 6 septembre 2009      | Nigeria           | 2-2   |
| Algérie       | 6 septembre 2009      | Zambie            | 1-0   |
| Égypte        | 10 octobre 2009       | Zambie            | 1-0   |
| Cameroun      | 10 octobre 2009       | Togo              | 3-0   |
| Gabon         | 10 octobre 2009       | Maroc             | 3-1   |
| Nigeria       | 11 octobre 2009       | Mozambique        | 1-0   |
| Burkina Faso  | 11 octobre 2009       | Guinée            | 2-1   |
| Bénin         | 11 octobre 2009       | Ghana             | 1-0   |
| Mali          | 11 octobre 2009       | Soudan            | 1-0   |
| Mozambique    | 14 novembre 2009      | Tunisie           | 1-0   |
| Zambie        | 14 novembre 2009      | Rwanda            | 0-0   |
| Togo          | 14 novembre 2009      | Gabon             | 1-0   |
| Malawi        | 14 novembre 2009      | Burkina Faso      | 0-1   |

## Buteurs
Le meilleur buteur des qualifications de la zone africaine est le Burkinabè Moumouni Dagano, qui devance le Camerounais Samuel Eto'o et le Malien Frédéric Kanouté.
| Rang | Joueur             | Équipe        | Buts | Minutes jouées |
| ---- | ------------------ | ------------- | ---- | -------------- |
| 1    | Moumouni Dagano    | Burkina Faso  | 12   | 1056           |
| 2    | Samuel Eto'o       | Cameroun      | 9    | 968            |
| 3    | Frédéric Kanouté   | Mali          | 8    | 877            |
| 4    | Razak Omotoyossi   | Bénin         | 8    | 889            |
| 5    | Didier Drogba      | Côte d'Ivoire | 6    | 368            |
| 6    | Chiukepo Msowoya   | Malawi        | 6    | 522            |
| 7    | Dennis Oliech      | Kenya         | 6    | 824            |
| 8    | Matthew Amoah      | Ghana         | 5    | 591            |
| 9    | Mohamed Aboutreika | Égypte        | 5    | 658            |
| 10   | Emmanuel Adebayor  | Togo          | 5    | 688            |
| 11   | Ismaël Bangoura    | Guinée        | 5    | 895            |
| 12   | Pascal Feindouno   | Guinée        | 5    | 1070           |